# Dariusz Lewandowski (aktor)
Dariusz Lewandowski (ur. 22 marca 1976) – polski aktor.

## Życiorys

### Edukacja
Jest absolwentem Wyższej Szkoły Komunikowania i Mediów Społecznych.

### Kariera
W latach 1993–1996 występował Teatrze Dramatycznym w Opolu. W 1995 nawiązał współpracę ze Studiem Buffo Janusza Józefowicza: wyreżyserował spektakl Kofta i przez siedem lat występował w musicalu Metro. W latach 1999–2003 występował na deskach Teatru Muzycznego „Roma”.
Od 2000 wciela się w rolę Dariusza Kurzawskiego w serialu TVP1 Klan.
W 2010 wyreżyserował występ sceniczny Marcina Mrozińskiego reprezentującego Polskę w 55. Konkursie Piosenki Eurowizji w Oslo.

### Życie prywatne
W 2024 rozwiódł się z Katarzyną Deresz, córką Jolanty Szymanek-Deresz i Pawła Deresza, którą ma córki: Nataszę (ur. 2011) i Różę (ur. 2017).

## Filmografia
- od 1997: Klan jako Dariusz Kurzawski, mąż Czesi (rozwód w 2018); partner Jessiki
- 2001: Przeprowadzki jako tragarz (odc. 7 i 9)
- 2003: Tygrysy Europy 2 jako pracownik pizzerii
- 2010: 1920. Wojna i miłość jako pułkownik (odc. 12: Przełom)